# سیارک ۲۹۴۷۱
سیارک ۲۹۴۷۱ (به انگلیسی: 29471 Spejbl، نامگذاری:1997UT7) بیست و نه هزار و چهارصد و هفتاد و یکمین سیارک کشف شده‌است که در ۲۷ اکتبر ۱۹۹۷ کشف شد.